# Roccapina
Roccapina est un cap situé au sud de la façade littorale occidentale de la Corse.

## Géographie

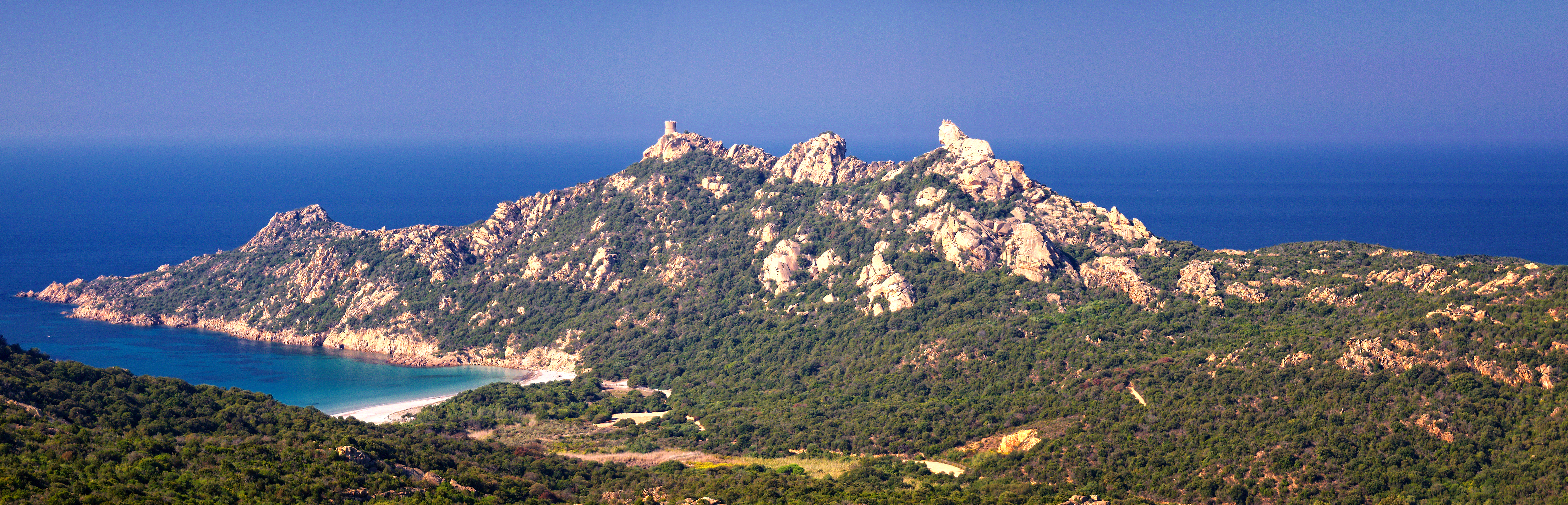
Panorama de Roccapina

Capu di Roccapina est au Sud du triangle de la région du Sartenais, dont la côte aux pointes rocheuses et déchiquetées, est préservée (les 2 autres angles étant Campomoro, au Nord-Ouest, et Sartène, juste au Nord). Il fait partie de la commune de Sartène dont le territoire est le plus étendu de Corse.
L'avancée dans la mer sépare le golfe de Roccapina au nord, de la Cala di Roccapina au sud. Cette dernière se trouve en limite de la Réserve naturelle des Bouches de Bonifacio.
De part et d'autre du cap, se trouvent de remarquables plages : la grande plage d'Erbaju au nord, la plage de la crique de Roccapina au sud. À l'extrémité sud de celle-ci, se situe l'embouchure du ruisseau de Vangone.
La pointe rocheuse dont le point le plus haut se situe à 144 m d'altitude, est remarquable pour le spectacle qu'elle offre au visiteur. Ce culmen est nommé Lion de Roccapina.

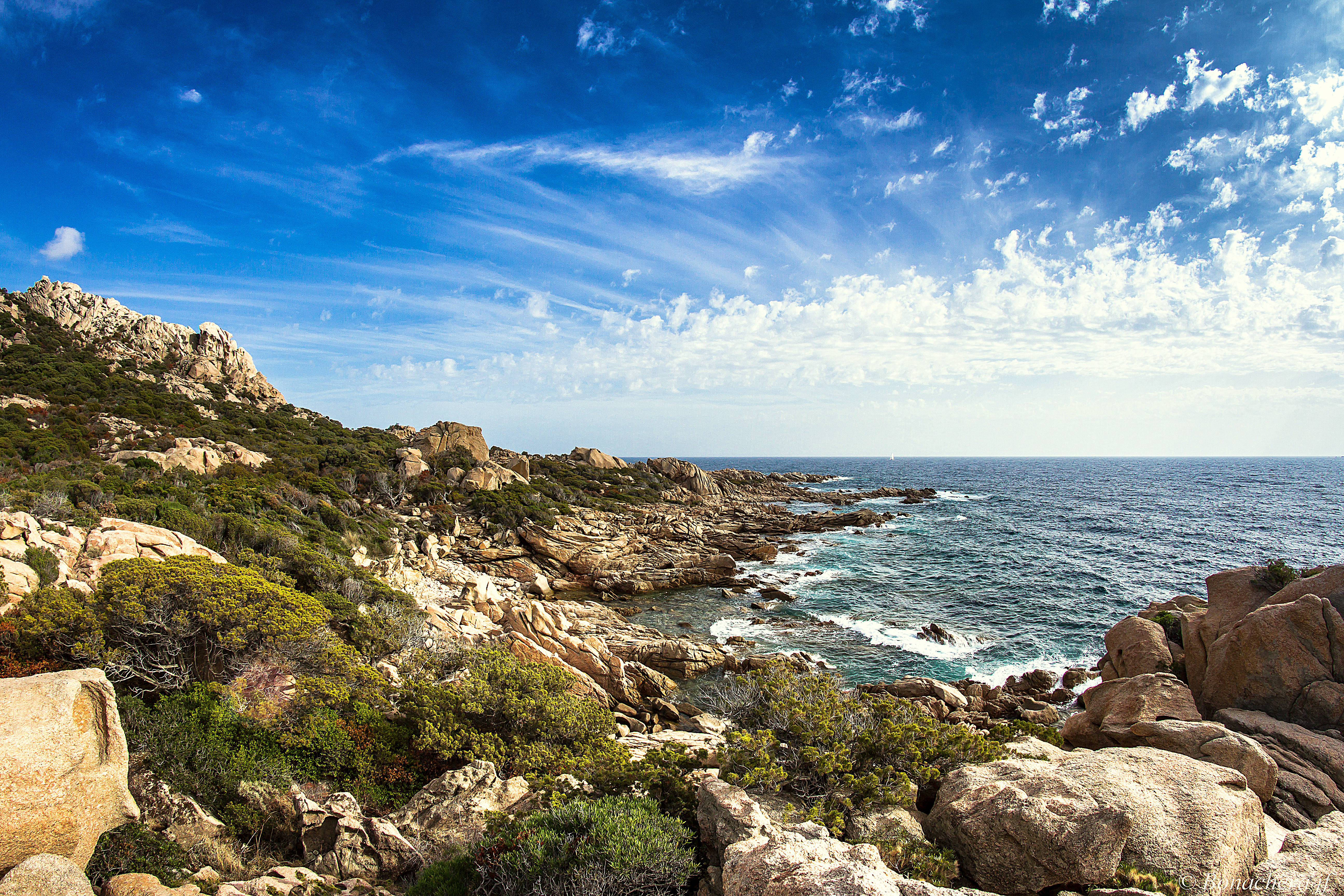
Vue de la côte vers le Sud, depuis la pointe Sud du golfe de Roccapina.

### Accès
La plage de Cala de Roccapina est accessible par une piste prenant naissance au petit hameau de Asinaja en bordure de la RN 196. Cette piste mène à deux emplacements de stationnement existant aux extrémités de la plage. Elle permet aussi l'accès au camping qui a été aménagé dans le vallon du Vangone. Ce dernier, ouvert en 2005 a été fermé en 2011
À l'endroit où la route nationale 196 franchit le col de Roccapina (Bocca di Roccapina), un promontoire dont l'extrémité est surmontée d'une tour génoise, attire l'attention par un rocher de granit rose dont la forme sculptée par l'érosion fait penser à un lion couché. Selon la légende, un seigneur surnommé "le Lion" par les barbares se serait retrouvé pétrifié après avoir, lors d'un jour de chasse, invoqué la mort devant une jeune femme qui se refusait à lui. Au XIVe siècle, une enceinte fortifiée (aujourd'hui en grande partie effondrée) est érigée sur la tête du lion, formant ainsi une sorte de couronne aujourd'hui en grande partie

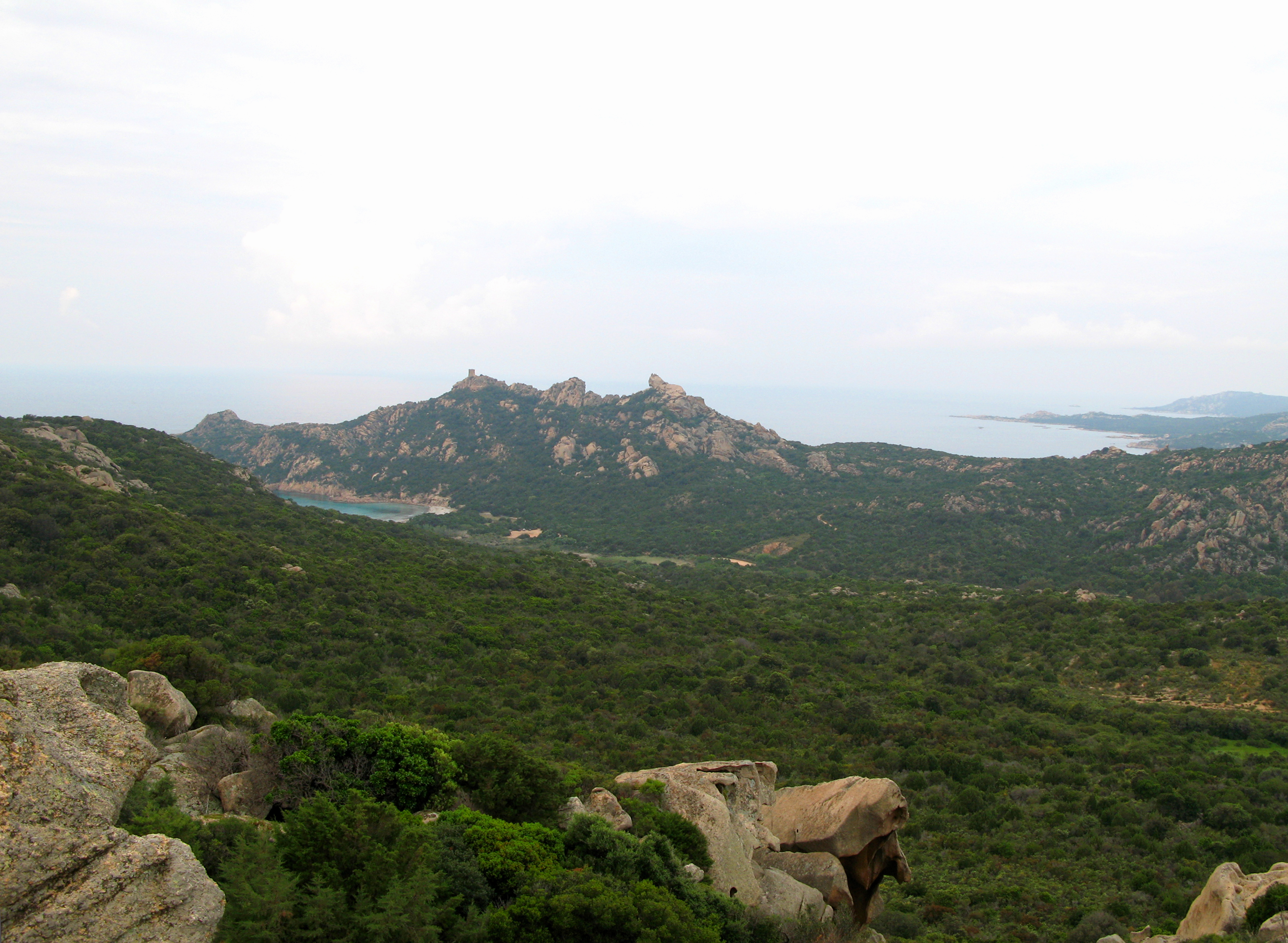
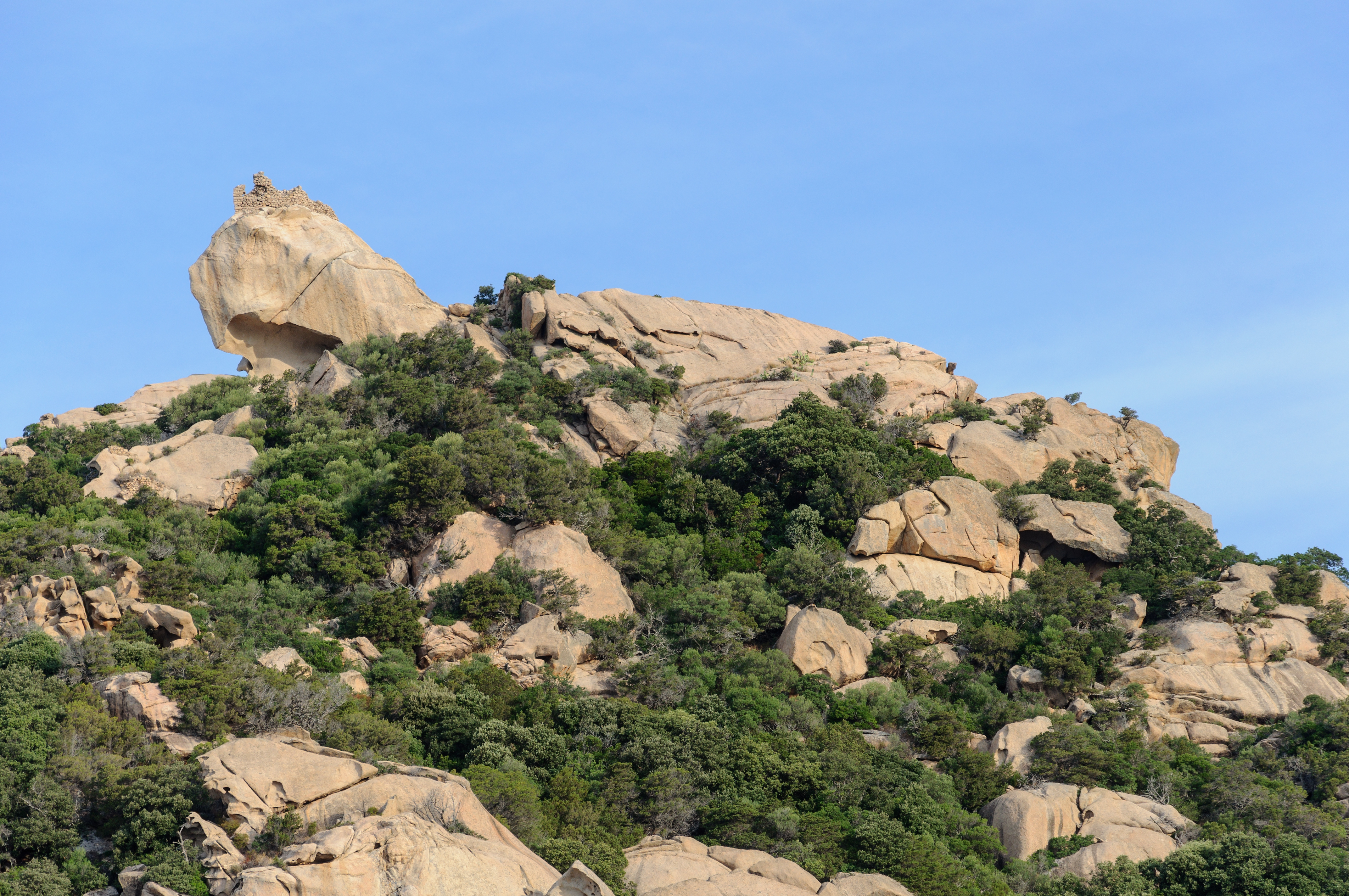
Lion couché en granit rose
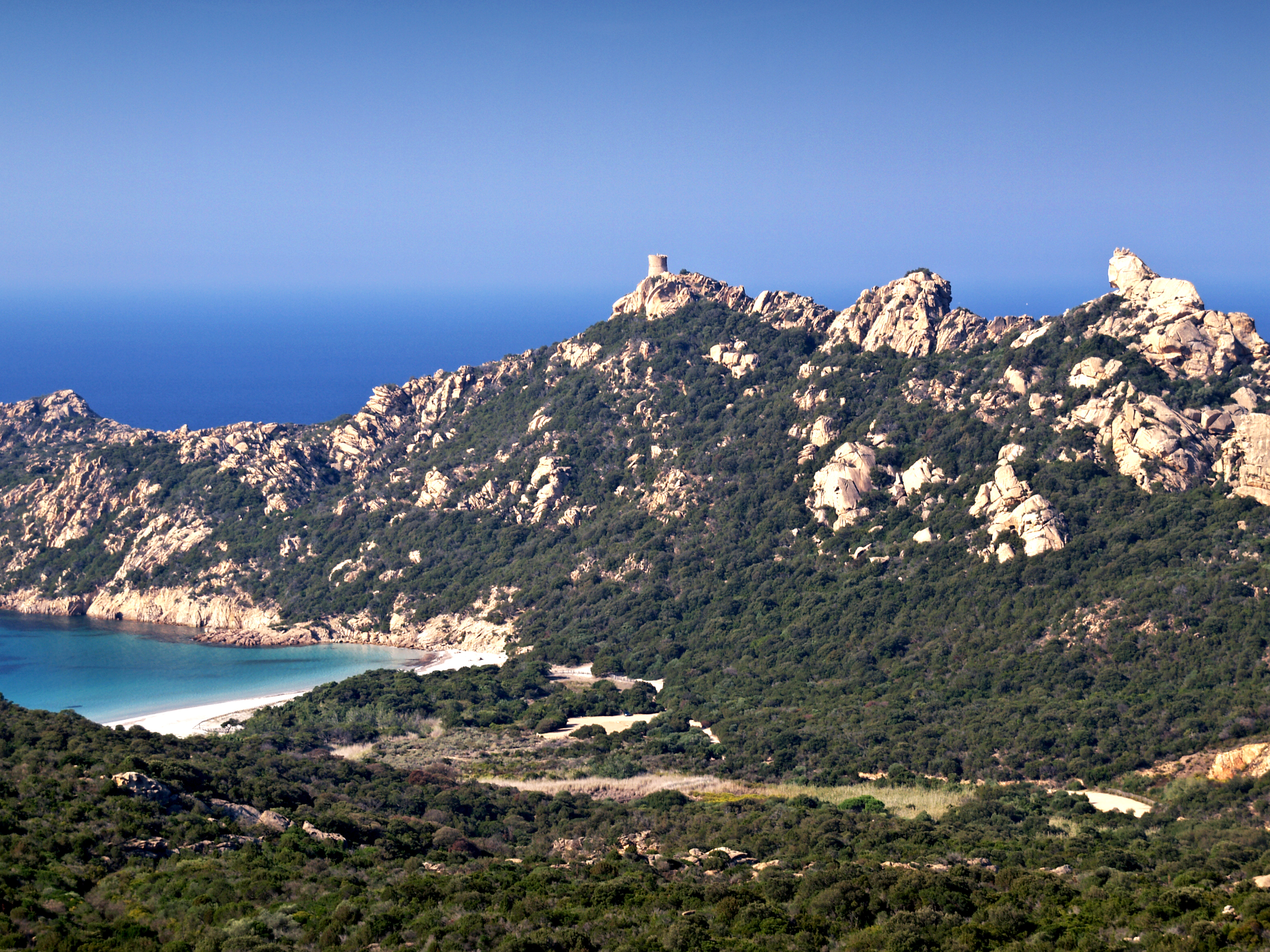
Le site du Lionu
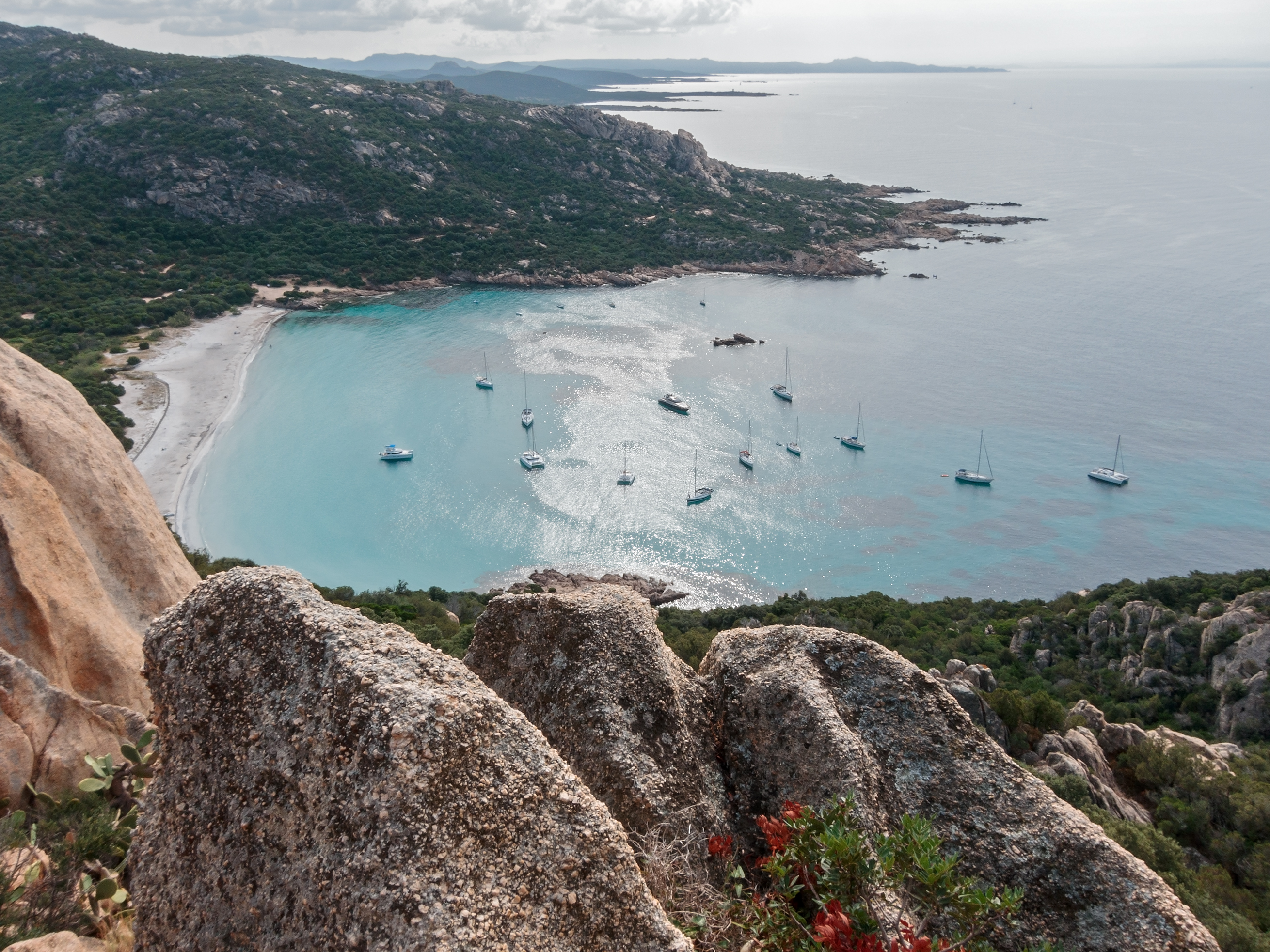
Cala di Roccapina
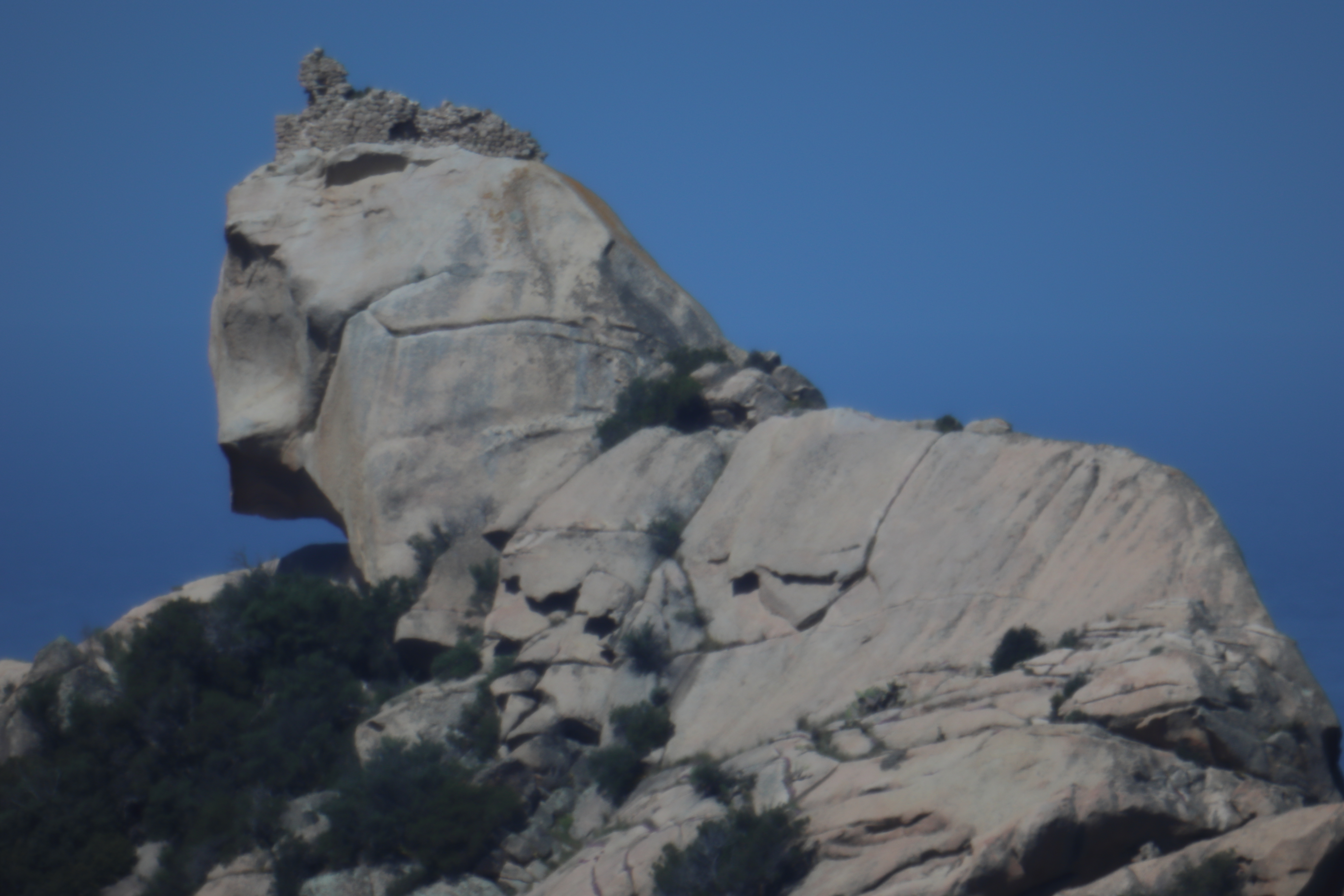
Gros plan sur le Lion

## Histoire
Roccapina est également un lieu chargé d'histoire où légendes et vérités sont étroitement liées.
Sa côte majestueuse symbolisant l'extrême sud de la Corse est également le lieu de fréquentes tempêtes où les bateaux se retrouvent souvent en difficulté. Au XIXe siècle un navire à vapeur nommé le Tasmania traversa cette passe de nuit et alla s'éventrer sur le Rocher des Moines. Depuis ce jour lorsque l'on se rend au village à quelques kilomètres dans les terres, on y trouve des vestiges de ce navire tels des horloges à mercure. Ce bateau transportait le présent d'un prince indien pour la Reine d'Angleterre. Le présent en question fut retrouvé avec d'autres objets sur la côte, il s'agissait d'un coffre rempli de rubis et d'innombrable pierres précieuses. Il fut restitué à la reine d'Angleterre.
Roccapina fait partie du Sartenais, grande région de Corse en termes d'étendues terriennes, mais c'est aussi une région où le nombre d'habitants n'est pas proportionnel à sa taille ce qui fait que la faune et la flore ont préservé leurs droits, et, le nombre de cachettes naturelles n'est pas définissable. Lorsque l'on se promène dans certains lieux de cette région on y fait d'étonnantes découvertes comme un rocher peint à l'effigie du très célèbre Che Guevara qui selon les légendes locales serait venu avec ses hommes s'entraîner en Corse "à l'abri des regards".

### Tour de Roccapina

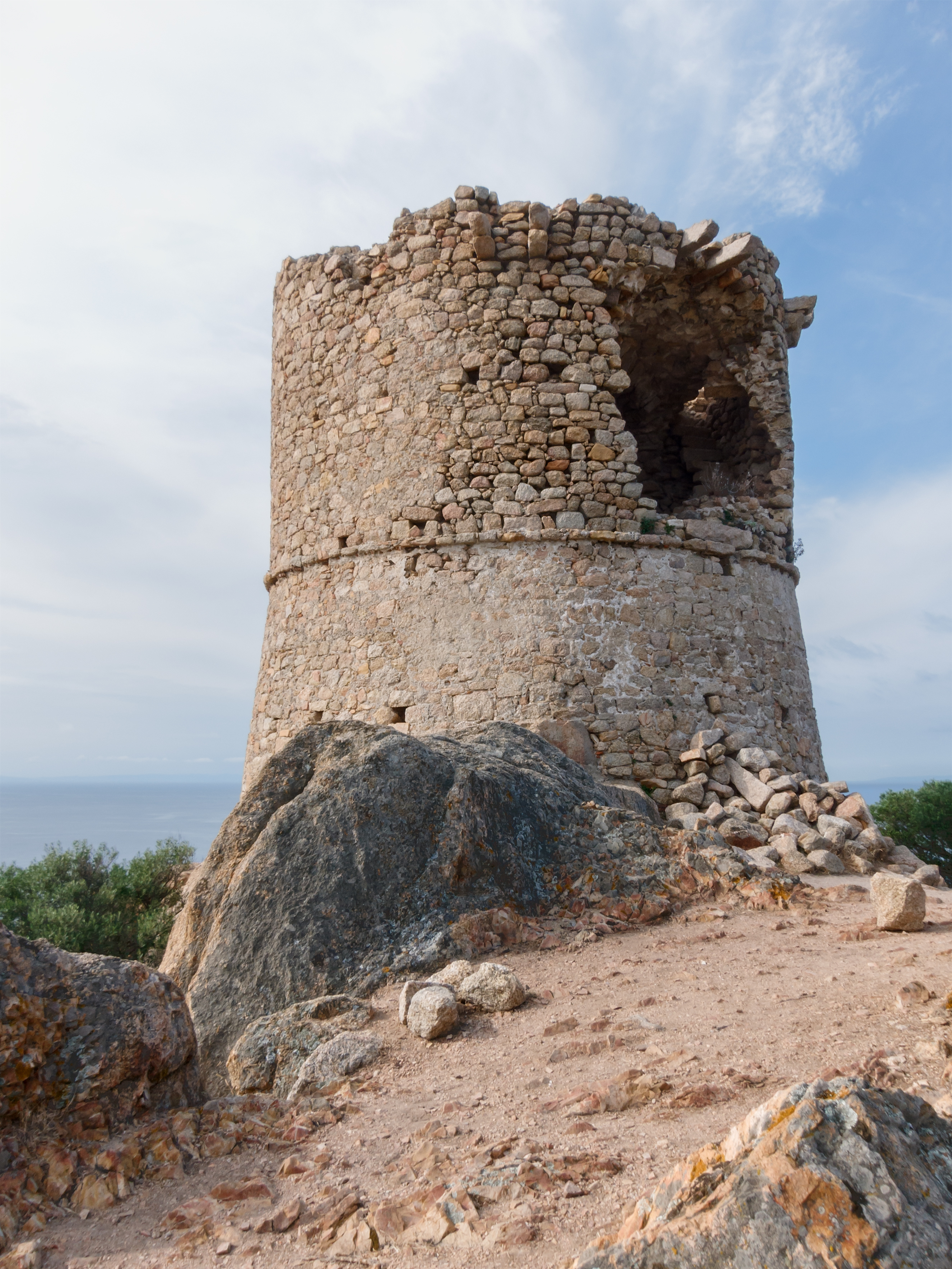
La tour de Roccapina.

La tour génoise date du XVIIe siècle et est inscrite Monument historique. Son édification est projetée dans le document de 1573, qui dresse le programme de la dernière tranche de construction des tours du littoral. La tour n'était plus gardée au début du XVIIIe siècle. Cette tour circulaire s'élève sur trois niveaux traditionnels : base aveugle, étage percé d'une porte, et terrasse. Les mâchicoulis de la couronne sont remplacés par des bretèches. À l'intérieur, la pièce du premier étage est couverte d'une coupole. Un puits descend dans la citerne. Sur la terrasse, la guérite d'escalier a disparu.

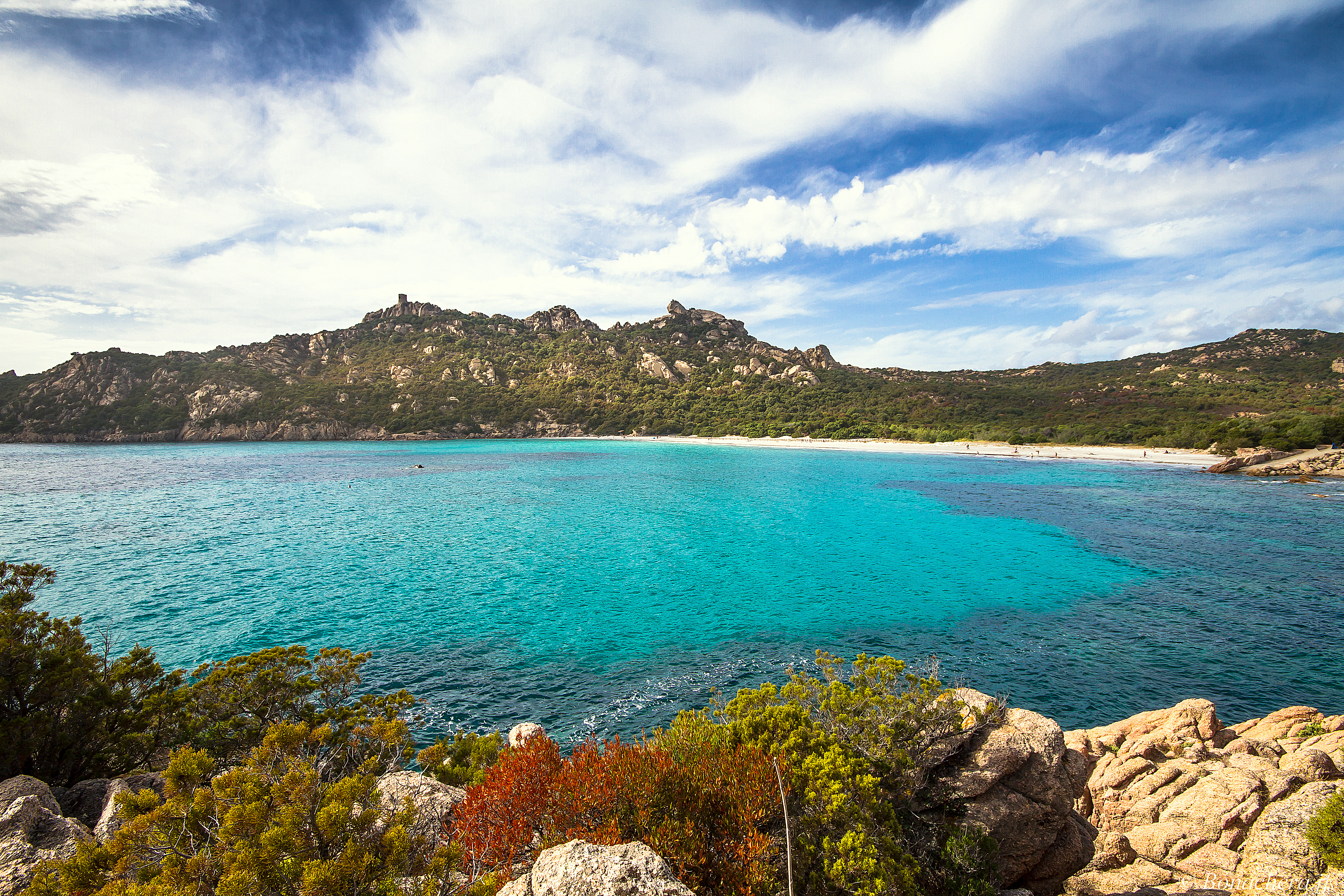
Le lion et la tour vus depuis la rive Sud du golfe.

## Environnement

### Conservatoire du littoral
Il y a une quarantaine d'années, la BNP prévoyait d'installer sur le site 1300 constructions. Le conseil municipal de Sartène s'y opposa, et tout le versant oriental de la pointe a été acquis en 1977 par le Conservatoire de l'Espace Littoral. Il est un site classé de 501 ha repris à l'inventaire national du patrimoine naturel sous l'appellation ROCCAPINA (FR1100072).

### ZNIEFF
Roccapina est une zone naturelle d'intérêt écologique, faunistique et floristique de 21 ha appelée « ZNIEFF : Dune et zone humide du fond de la Cala di Roccapina » (2e génération)
.
Située à proximité immédiate du célèbre rocher du « Lion de Roccapina », elle est constituée d’une plage de sable dans sa partie sud et d’une zone humide de taille modeste en relation avec l’embouchure du ruisseau de Vangone.

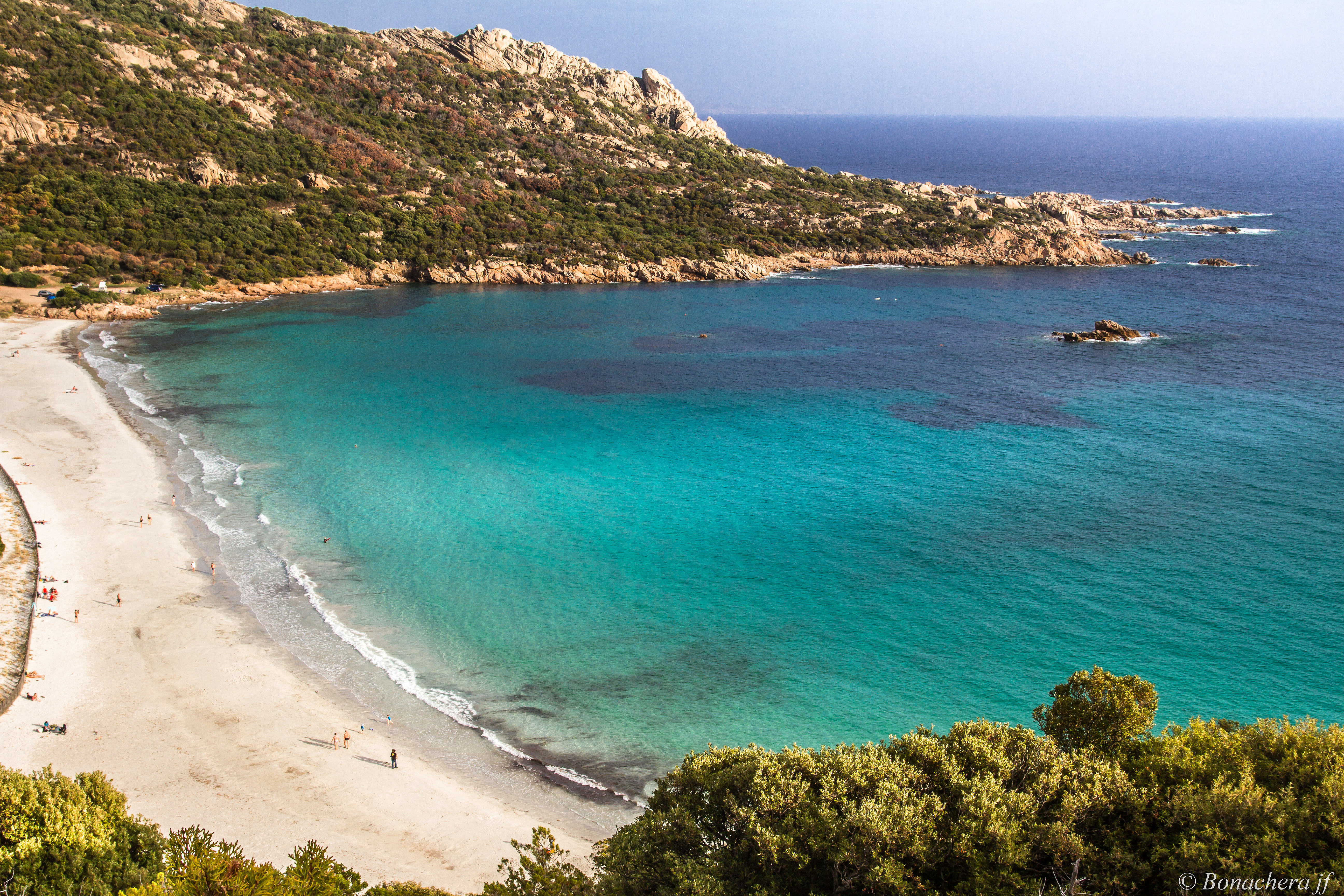
vue de la plage de Roccapina

## Citations
Dans son ouvrage La Corse, François Giacobbi décrit le site ainsi : « Pentes douces couvertes de bruyères, de blocs de granit émergeant çà et là : une lande bretonne où ne manquent même pas les dolmens et les menhirs. Voici le fameux « Lion de Roccapina » dont le rocher évoque en effet assez bien un gigantesque lion couché. Au bas du massif, une extraordinaire petite plage, une de plus, au charme irrésistible. »

## Culture populaire
Un couplet d'une chanson traditionnelle est dédié au Lion de Roccapina :
U Liò di Roccapina

Hà dettu à l’Omu di Cagna.

Tù mi vardi la marina, 

Eu ti vardu la muntagna

ce qui pourrait se traduire par :
Le Lion de Roccapina

a dit à l’homme de Cagna.

Tu me gardes la côte,

Je te garde la montagne
En effet, les deux particularités géologiques, l'une zoomorphe, l'autre anthropomorphe, sont toutes deux en relation avec la vallée de l'Ortolu : le Lion de Roccapina se situe à l'embouchure du fleuve l'Ortolu alors que l'Omu di Cagna domine cette vallée de l'Ortolu à l'ouest ainsi que la pian d'Avrettu (pian da Freto) à l'Est.
La répartition des rôles entre les deux sentinelles se fait bien entre mer et montagne, bien que d'autres versions de la comptine ne parlent pas d'une garde croisée mais personnelle et mutuelle, le Lion gardant logiquement la côte quand l'Omu de Cagna garde naturellement la montagne.